# Molly MacCarthy

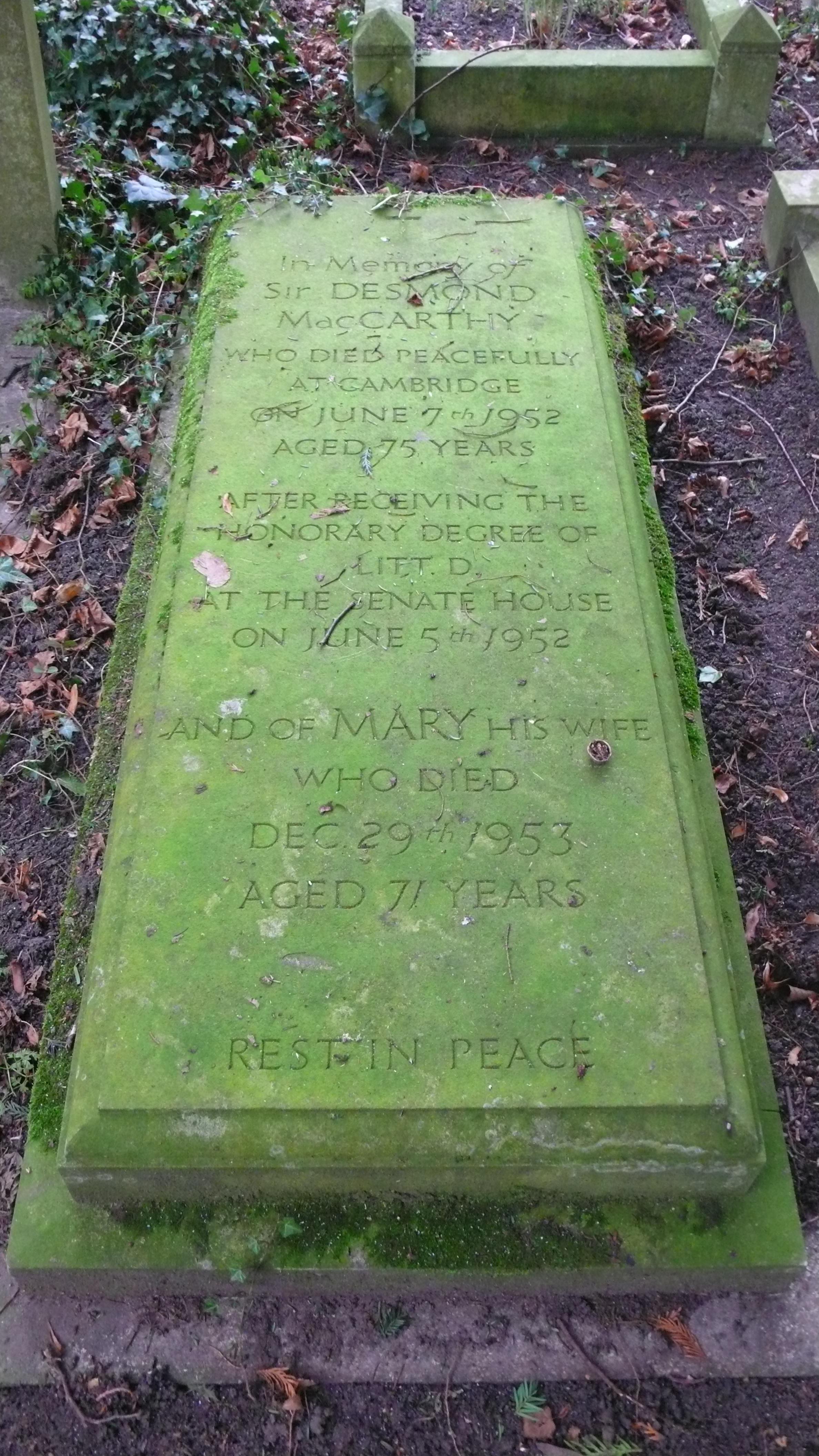
Graf van Desmond en Mary MacCarthy

Molly MacCarthy (1882-1953), ook Mary MacCarthy genoemd  (haar geboortenaam was Mary Warre-Cornish), was een Engels schrijfster. Ze behoorde tot de Bloomsburygroep, waartoe onder andere ook Virginia Woolf, Lytton Strachey, Roger Fry en John Maynard Keynes behoorden.
Molly MacCarthy was de dochter van Francis Warre Warre-Cornish. Ze trouwde in 1906 met de recensent en publicist Desmond MacCarthy. Door voortschrijdend gehoorverlies was ze maar gedeeltelijk in staat tot deelname aan groepsconversaties. Niettemin bleef ze wel actief in de Bloomsburygroep. Ze heeft onder andere de Memoir Club opgericht die voor het eerst bijeenkwam in 1920 en bleef bestaan tot 1964. Het aanvankelijke doel van de club - een roman loskrijgen van Desmond MacCarthy - is evenwel nooit verwezenlijkt, maar de club was wel een stimulans voor veel autobiografische geschriften van de Bloomsburygroep.
Haar zus Cecilia Warre-Cornish was getrouwd met William Wordsworth Fisher die admiraal was bij de Britse marine.

## Publicaties (selectie)
- A Pier and a Band (1918)
- A Nineteenth Century Childhoold (1924)
- Fighting Fitzgerald and Other Papers (1930)
- Handicaps: Six Studies (1936)
- The Festival, Etc. (1937)

- Bibliothèque nationale de France: cb12287749d (data)
- Gemeinsame Normdatei: 12227072X
- International Standard Name Identifier: 0000 0000 8080 7189
- Library of Congress Control Number: n87152433
- Nationale bibliotheek van Australië: 35852270
- Nationale Bibliotheek van Israël: 987007369699005171
- Nederlandse Thesaurus van Auteursnamen: 071727388
- SNAC: w6tf42qh
- Trove: 1116171
- Virtual International Authority File: 891003
- WorldCat: E39PBJbtrRmdT4tYmRY4Gd6Myd